# Rugby 7 en los Juegos Suramericanos de la Juventud de 2022
El rugby 7 en los Juegos Suramericanos de la Juventud de 2022 se realizó en el Hipódromo Independencia de Rosario, Argentina del 29 de abril al 1 de mayo de 2022.
Se disputaron en este deporte dos torneos diferentes, el masculino y el femenino.

## Clasificación

### Torneo masculino
| Equipos participantes | Equipos participantes | Equipos participantes |
| --------------------- | --------------------- | --------------------- |
| Argentina             | Chile                 | Colombia              |
| Paraguay              | Uruguay               | Venezuela             |

#### Medallero masculino
| Evento | Oro | Plata | Bronce  |
| ------ | --- | ----- | ------- |
|        | Argentina Lucas Albanese Tomás Di Biase Gino Di Capua Benjamín Elizalde Maximiliano Fiscella Benjamín Galán Genaro Podestá Franco Rossetto Simón Salcedo Faustino Sánchez Rafael Santa Ana Valentín Soler Filloy | Chile | Uruguay |

### Torneo femenino
| Equipos participantes | Equipos participantes | Equipos participantes |
| --------------------- | --------------------- | --------------------- |
| Argentina             | Brasil                | Chile                 |
| Colombia              | Paraguay              |                       |

#### Medallero femenino
| Evento | Oro    | Plata     | Bronce   |
| ------ | ------ | --------- | -------- |
|        | Brasil | Argentina | Colombia |

## Medallero
| Núm. | País      | Oro | Plata | Bronce | Total |
| ---- | --------- | --- | ----- | ------ | ----- |
| 1    | Argentina | 1   | 1     | 0      | 2     |
| 2    | Brasil    | 1   | 0     | 0      | 1     |
| 3    | Chile     | 0   | 1     | 0      | 1     |
| 4    | Uruguay   | 0   | 0     | 1      | 1     |
| 4    | Colombia  | 0   | 0     | 1      | 1     |